# Anna Lagerquist
Anna Lagerquist (* 16. Oktober 1993 in Lund) ist eine schwedische Handballspielerin, die dem Kader der schwedischen Nationalmannschaft angehört.

## Karriere
Anna Lagerquist gehörte ab dem Jahre 2010 der Damenmannschaft von LUGI HF an, für die sie in der Elitserien auflief und an mehreren europäischen Pokalwettbewerben teilnahm. Weiterhin gewann sie mit der Juniorinnenmannschaft von Lugi 2011 die schwedische Meisterschaft. Im Sommer 2017 wechselte sie zum dänischen Erstligisten Nykøbing Falster Håndboldklub. Mit Nykøbing Falster gewann sie 2018 den dänischen Pokal. Seit der Saison 2020/21 steht sie beim russischen Erstligisten GK Rostow am Don unter Vertrag. Im März 2022 wurde der Vertrag im beiderseitigen Einvernehmen aufgelöst. Im Sommer 2022 schloss sich Lagerquist dem französischen Erstligisten les Neptunes de Nantes an. Im Februar 2024 zog sie sich in einem Ligaspiel einen Kreuzbandriss zu. Nachdem Lagerquist ab der Insolvenz von Neptunes de Nantes im Sommer 2024 vereinslos war, schloss sie sich im Oktober 2024 dem ungarischen Erstligisten Győri ETO KC an. Nach ihrer Rekonvaleszenz bestritt sie im Februar 2025 ihr erstes Spiel für Győri ETO KC. Mit Győri ETO KC gewann sie 2025 die ungarische Meisterschaft und die EHF Champions League.
Lagerquist gewann mit der schwedischen Juniorinnen-Nationalmannschaft 2012 die U-20-Weltmeisterschaft. Mittlerweile gehört Lagerquist dem Kader der A-Nationalmannschaft an, für die sie bislang 127 Treffer in 117 Partien erzielte. Mit Schweden nahm die Kreisläuferin an der Europameisterschaft 2016, an der Weltmeisterschaft 2017, an der Europameisterschaft 2018, an der Weltmeisterschaft 2019, an der Europameisterschaft 2020, an den Olympischen Spielen 2020 in Tokio, an der Weltmeisterschaft 2021, an der Europameisterschaft 2022 sowie an der Weltmeisterschaft 2023 teil.